# Championnat d'Égypte de football
Le Championnat d'Égypte de football (arabe : الدوري المصري الممتاز), officiellement appelé Egyptian Premier League, est créé en 1948. Il rassemble actuellement les 18 meilleures équipes professionnelles du pays, s'opposant lors de matchs aller-retour. Le club cairote d'Al Ahly SC est le plus titré de l'histoire du championnat.

## Histoire
L'histoire du championnat se marquera par le fait de nombreuses interruptions avec des saisons où l'on ne joua pas de championnat comme lors des années 1951-52, 1954-55, des années allant de 1968 à 1972 à cause de la Guerre des Six Jours, en 1973-74 à cause de la Guerre du Kippour et également au cours de l'année 1989-90.

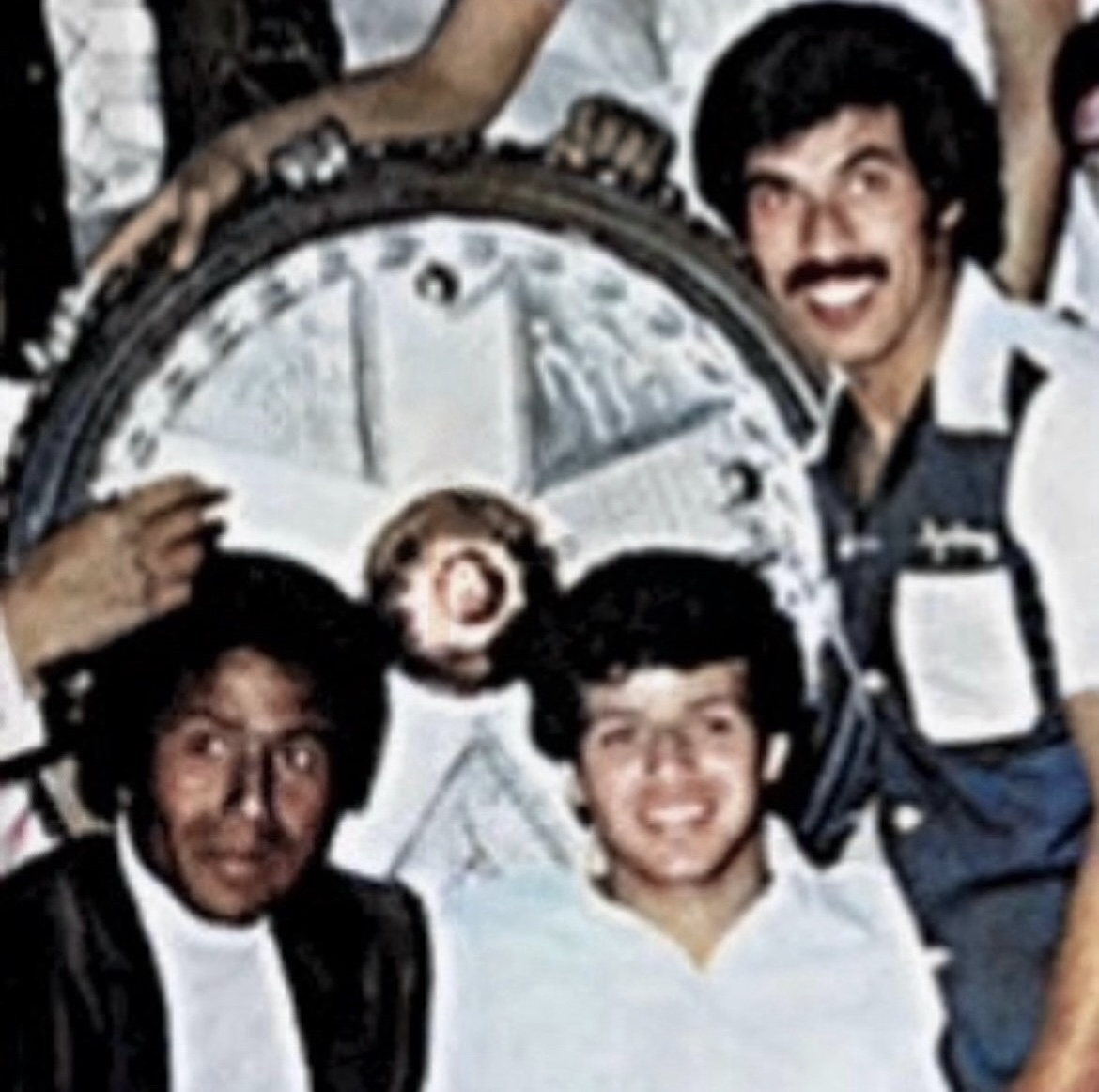
Joueurs de Zamalek; Taha Basry, Hassan Shehata et Mohamed Salah avec le trophée de la Premier League égyptienne en 1978

Le championnat égyptien fut et est encore aujourd'hui l'un des meilleurs championnats d'Afrique avec de nombreuses équipes ayant remporté des trophées continentaux. Selon l'IFFHS en 2010, le championnat égyptien fait partie des 35 plus grands championnats au monde et est l’un des meilleurs d'Afrique.
Les cinq équipes les plus populaires du pays sont Al Ahly SC (première équipe championne d'Égypte), le Zamalek SC, l'Ismaily SC, l'Ittihad Alexandrie et Al Masry, de plus, par le passé, d'autres grands clubs ont eu leurs moments de gloire tels que Al Tersana.
À la suite de périodes d'instabilité dues à la révolution égyptienne de 2011, les saisons 2011-2012 et 2012-2013 sont annulées.

## Compétition actuelle
| \| Al Ahly Al Entag Al Harby Arab Contractors El Dakhleya ENPPI Club Ittihad Al Shorta Tala'ea El Geish Wadi Degla Zamalek Haras El-Hedood Al-Ittihad Smouha Ismaily Al-Masry Petrojet Assouan SC Ghazl El Mahallah Misr El Maqasa \| Localisation des clubs engagés en 2015-2016. |
| Al Ahly Al Entag Al Harby Arab Contractors El Dakhleya ENPPI Club Ittihad Al Shorta Tala'ea El Geish Wadi Degla Zamalek Haras El-Hedood Al-Ittihad Smouha Ismaily Al-Masry Petrojet Assouan SC Ghazl El Mahallah Misr El Maqasa                                                    |

La saison 2015-2016 marque le passage de vingt à dix-huit clubs avec matchs aller-retour contre chaque équipe. Les deux premiers du championnat se qualifient pour la Ligue des champions de la CAF tandis que le troisième se qualifie pour la Coupe de la confédération de la CAF. Les cinq derniers clubs sont relégués en seconde division. Une victoire vaut 3 points, un match nul vaut 1 point et une défaite ne rapporte aucun point.

## Sponsoring
Le championnat d'Égypte a connu plusieurs appellations officielles selon ses sponsors successifs :
- 2005-2007 : Vodafone Egyptian Premier League
- 2007-2011 : Etisalat Egyptian Premier League
- 2011-2014 : Vodafone Egyptian Premier League
- depuis 2014 : Egyptian Premier League (sponsorisé par Presentation Sports)

## Palmarès
| 1948-49 | Al Ahly SC (1)                                   | (Mohamed Diab Al Attar Ittihad Alexandrie;15)    |                                                  |                                                  |
| 1948-49 | Al Ahly SC (1)                                   | (Saïd Al Dhizui Al Masry;15)                     |                                                  |                                                  |
| 1949-50 | Al Ahly SC (2)                                   | (Saïd Al Dhizui Al Masry;13)                     |                                                  |                                                  |
| 1950-51 | Al Ahly SC (3)                                   | (Saïd Al Dhizui Al Masry;12)                     |                                                  |                                                  |
| 1951-52 | Championnat non disputé                          | Championnat non disputé                          | Championnat non disputé                          | Championnat non disputé                          |
| 1952-53 | Al Ahly SC (4)                                   | (Ahmed Mekawi Al Ahly SC;12)                     |                                                  |                                                  |
| 1953-54 | Al Ahly SC (5)                                   | (Abdel Nabi Al Tersana;18)                       |                                                  |                                                  |
| 1954-55 | Championnat arrêté                               | Championnat arrêté                               | Championnat arrêté                               | Championnat arrêté                               |
| 1955-56 | Al Ahly SC (6)                                   | (Sayed Saleh Al Ahly SC;12)                      |                                                  |                                                  |
| 1956-57 | Al Ahly SC (7)                                   | (Alaa El Hamouly Zamalek SC;16)                  |                                                  |                                                  |
| 1957-58 | Al Ahly SC (8)                                   | (Hamdi Abdel Fattah Al Tersana;19)               |                                                  |                                                  |
| 1958-59 | Al Ahly SC (9)                                   | (Al Ahly SC;16)                                  |                                                  |                                                  |
| 1959-60 | Zamalek SC (1)                                   | (Hamdi Abdel Fattah Al Tersana;15)               |                                                  |                                                  |
| 1960-61 | Al Ahly SC (10)                                  | (Ali Mohsen Zamalek SC;16)                       |                                                  |                                                  |
| 1961-62 | Al Ahly SC (11)                                  | (Moustafa Reyadh Al Tersana;18)                  |                                                  |                                                  |
| 1962-63 | Al Tersana (1)                                   | (Hassan Al Shazly Al Tersana;32)                 |                                                  |                                                  |
| 1963-64 | Zamalek SC (2)                                   | (Moustafa Reyadh Al Tersana;27)                  |                                                  |                                                  |
| 1964-65 | Zamalek SC (3)                                   | (Hassan Al Shazly Al Tersana;23)                 |                                                  |                                                  |
| 1965-66 | Al Olympi (1)                                    | (Hassan Al Shazly Al Tersana;16)                 |                                                  |                                                  |
| 1966-67 | Ismaily SC (1)                                   | (Aly Abo Greisha Ismaily SC;15)                  |                                                  |                                                  |
| 1967-71 | Championnats non disputés (Guerre des six jours) | Championnats non disputés (Guerre des six jours) | Championnats non disputés (Guerre des six jours) | Championnats non disputés (Guerre des six jours) |
| 1971-72 | Championnat arrêté                               | Championnat arrêté                               | Championnat arrêté                               | Championnat arrêté                               |
| 1972-73 | Ghazl El Mahallah (1)                            | (Omasha Ghazl El Mahallah;11)                    |                                                  |                                                  |
| 1973-74 | Championnat arrêté                               | Championnat arrêté                               | Championnat arrêté                               | Championnat arrêté                               |
| 1974-75 | Al Ahly SC (12)                                  | (Hassan Al Shazly Al Tersana;34)                 |                                                  |                                                  |
| 1975-76 | Al Ahly SC (13)                                  | (Ossama Khalil Ismaily SC;17)                    |                                                  |                                                  |
| 1976-77 | Al Ahly SC (14)                                  | (Ali Khalil Zamalek SC;17)                       |                                                  |                                                  |
| 1976-77 | Al Ahly SC (14)                                  | (Hassan Shehata Zamalek SC;17)                   |                                                  |                                                  |
| 1977-78 | Zamalek SC (4)                                   | (Mahmoud Al-Khatib Al Ahly SC;11)                |                                                  |                                                  |
| 1978-79 | Al Ahly SC (15)                                  | (Ali Khalil Zamalek SC;12)                       |                                                  |                                                  |
| 1979-80 | Al Ahly SC (16)                                  | (Hassan Shehata Zamalek SC;14)                   |                                                  |                                                  |
| 1980-81 | Al Ahly SC (17)                                  | (Mahmoud Al-Khatib Al Ahly SC;11)                |                                                  |                                                  |
| 1981-82 | Al Ahly SC (18)                                  | (Gamal Gouda Al Masry;8)                         |                                                  |                                                  |
| 1982-83 | Al Moqaouloun al-Arab (1)                        | (Mahmoud Al Mashaqui Ghazl El Mahallah;9)        |                                                  |                                                  |
| 1983-84 | Zamalek SC (5)                                   | (Ayman Shawky Al Koroum;8)                       |                                                  |                                                  |
| 1984-85 | Al Ahly SC (19)                                  | (Mohamed Hazem Ismaily SC;11)                    |                                                  |                                                  |
| 1985-86 | Al Ahly SC (20)                                  | (Mohamed Hazem Ismaily SC;11)                    |                                                  |                                                  |
| 1986-87 | Al Ahly SC (21)                                  | (Emad Souliman Ismaily SC;11)                    |                                                  |                                                  |
| 1987-88 | Zamalek SC (6)                                   | (Gamal Abdel HamidZamalek SC;11)                 |                                                  |                                                  |
| 1988-89 | Al Ahly SC (22)                                  | (Mahmoud Al Mashaqui Ghazl El Mahallah;11)       |                                                  |                                                  |
| 1989-90 | Championnat arrêté                               | Championnat arrêté                               | Championnat arrêté                               | Championnat arrêté                               |
| 1990-91 | Ismaily SC (2)                                   | (Mohamed Ramadan Al Ahly SC;14)                  |                                                  |                                                  |
| 1991-92 | Zamalek SC (7)                                   | (Ahmed El Kass Al Olympi;14)                     |                                                  |                                                  |
| 1992-93 | Zamalek SC (8)                                   | (Ahmed El Kass Al Olympi;16)                     |                                                  |                                                  |
| 1993-94 | Al Ahly SC (23)                                  | (Ahmed El Kass Al Olympi;15)                     |                                                  |                                                  |
| 1993-94 | Al Ahly SC (23)                                  | (Beshir Abdel Samad Ismaily SC;15)               |                                                  |                                                  |
| 1994-95 | Al Ahly SC (24)                                  | (Abdullah Al Sawi Al Qanah;10)                   |                                                  |                                                  |
| 1994-95 | Al Ahly SC (24)                                  | (Ahmed Sari Ittihad Alexandrie;10)               |                                                  |                                                  |
| 1995-96 | Al Ahly SC (25)                                  | (Mohamed Salah Abo Greisha Ismaily SC;14)        |                                                  |                                                  |
| 1996-97 | Al Ahly SC (26)                                  | (Ayman Moheb Al Mansourah SC;17)                 |                                                  |                                                  |
| 1997-98 | Al Ahly SC (27)                                  | (Abdul Hamid Bassiouny Zamalek SC;15)            |                                                  |                                                  |
| 1998-99 | Al Ahly SC (28)                                  | (Hossam Hassan Al Ahly SC;15)                    |                                                  |                                                  |
| 1999-00 | Al Ahly SC (29)                                  | (John Utaka Ismaily SC;17)                       |                                                  |                                                  |
| 2000-01 | Zamalek SC (9)                                   | (Tarek El-SayedZamalek SC;13)                    |                                                  |                                                  |
| 2001-02 | Ismaily SC (3)                                   | (Hossam Hassan Zamalek SC;18)                    |                                                  |                                                  |
| 2002-03 | Zamalek SC (10)                                  | (Ahmed Belal Al Ahly SC;19)                      |                                                  |                                                  |
| 2003-04 | Zamalek SC (11)                                  | (Abdel-Halim Ali Zamalek SC;21)                  |                                                  |                                                  |
| 2004-05 | Al Ahly SC (30)                                  | (Emad Moteab Al Ahly SC;15)                      |                                                  |                                                  |
| 2005-06 | Al Ahly SC (31)                                  | (Mohamed Aboutreika Al Ahly SC;18)               |                                                  |                                                  |
| 2006-07 | Al Ahly SC (32)                                  | (Flavio Amado Al Ahly SC;17)                     |                                                  |                                                  |
| 2007-08 | Al Ahly SC (33)                                  | (Alaa Ibrahim Petrojet;15)                       |                                                  |                                                  |
| 2008-09 | Al Ahly SC (34)                                  | (Ernest Papa ArkoEl Geish;12)                    |                                                  |                                                  |
| 2008-09 | Al Ahly SC (34)                                  | (Flávio Amado Al Ahly SC;12)                     |                                                  |                                                  |
| 2009-10 | Al Ahly SC (35)                                  | (Minusu Buba Ittihad Al Shorta;14)               |                                                  |                                                  |
| 2010-11 | Al Ahly SC (36)                                  | (Ahmed Abd Al Zaher ENPPI Club;23)               |                                                  |                                                  |
| 2010-11 | Al Ahly SC (36)                                  | (Shikabala Zamalek SC;23)                        |                                                  |                                                  |
| 2011-12 | Championnat arrêté                               | Championnat arrêté                               | Championnat arrêté                               | Championnat arrêté                               |
| 2012-13 | Championnat arrêté                               | Championnat arrêté                               | Championnat arrêté                               | Championnat arrêté                               |
| 2013-14 | Al Ahly SC (37)                                  | (John Antoi Ismaily SC;11)                       |                                                  |                                                  |
| 2014-15 | Zamalek SC (12)                                  | (Hossam Salama El Dakhleya;20)                   |                                                  |                                                  |
| 2015-16 | Al Ahly SC (38)                                  | (Hossam Salama Smouha SC;17)                     |                                                  |                                                  |
| 2016-17 | Al Ahly SC (39)                                  | (Ahmed El Sheikh Misr El Maqasa;17)              |                                                  |                                                  |
| 2017-18 | Al Ahly SC (40)                                  | (Walid Azarou Al Ahly SC;18)                     |                                                  |                                                  |
| 2018-19 | Al Ahly SC (41)                                  | (Ahmed Ali Arab Contractors;18)                  |                                                  |                                                  |
| 2019-20 | Al Ahly SC (42)                                  | (Abdallah Said Pyramids FC;17)                   |                                                  |                                                  |
| 2020-21 | Zamalek SC (13)                                  | (Mohamed Sherif Al Ahly SC;21)                   |                                                  |                                                  |
| 2021-22 | Zamalek SC (14)                                  | (Ahmed Sayed Zamalek SC;19)                      |                                                  |                                                  |
| 2022-23 | Al Ahly SC (43)                                  | (Mabululu Ittihad Alexandrie;16)                 |                                                  |                                                  |
| 2023-24 | Al Ahly SC (44)                                  | (Wessam Abou Ali Al Ahly SC;19)                  |                                                  |                                                  |
| 2024-25 | Al Ahly SC (45)                                  | (Emam Ashour Al Ahly SC;13)                      |                                                  |                                                  |

## Bilan
| Clubs                 | Titres | Années |
| --------------------- | ------ | --- |
| Al Ahly SC            | 45     | 1949, 1950, 1951, 1953, 1954, 1956, 1957, 1958, 1959, 1961, 1962, 1975, 1976, 1977, 1979, 1980, 1981, 1982, 1985, 1986, 1987, 1989, 1994, 1995, 1996, 1997, 1998, 1999, 2000, 2005, 2006, 2007, 2008, 2009, 2010, 2011, 2014, 2016, 2017, 2018, 2019, 2020, 2023, 2024 et 2025 |
| Zamalek SC            | 14     | 1960, 1964, 1965, 1978, 1984, 1988, 1992, 1993, 2001, 2003, 2004, 2015, 2021 et 2022 |
| Ismaily SC            | 3      | 1967, 1991 et 2002 |
| Al Olympi             | 1      | 1966 |
| Ghazl El Mahallah     | 1      | 1973 |
| Al Moqaouloun al-Arab | 1      | 1983 |
| Al Tersana            | 1      | 1963 |

## Statistiques

### Joueurs les plus capés de l'histoire du championnat
| Joueurs             | Matchs |
| ------------------- | ------ |
| Essam El Hadary     | 455    |
| Abdallah Said       | 452    |
| Oussa               | 395    |
| Ahmed Shedid Qenawi | 380    |
| Ahmed Fathi         | 359    |
| Abdelwahed El-Sayed | 345    |
| Osama Azab          | 320    |
| Mohamed El Shenawy  | 315    |
| Hady Khashaba       | 301    |
| Hossam Ashour       | 300    |

### Meilleurs buteurs de l'histoire du championnat
| Joueurs            | Buts |
| ------------------ | ---- |
| Hassan El-Shazly   | 176  |
| Hossam Hassan      | 168  |
| Abdallah Said      | 131  |
| Moustafa Reyadh    | 123  |
| Saïd Al Dhizui     | 112  |
| Mahmoud El Khatib  | 109  |
| Ahmed El-Kass      | 107  |
| Mohamed Aboutrika  | 106  |
| Gamal Abdel-Hameed | 101  |
| Ahmed Ali          | 88   |